# دزد آسمان
دزد آسمان (انگلیسی: The Sky Pirate) فیلمی کوتاه به کارگردانی راسکو آرباکل و ادوارد دیلان محصول سال ۱۹۱۴ کشور ایالات متحده آمریکا است.

## بازیگران
- راسکو آرباکل
- مینتا دارفی
- هنک من
- میبل نورماند
- ال سنت جان